# 火災調査官ナナセ
『火災調査官ナナセ』（かさいちょうさかんナナセ）は、原作：橋本以蔵、漫画：市川智茂による日本の漫画。2005年9月9日号から2007年まで『週刊コミックバンチ』（新潮社）で連載されていた。単行本は全7巻。

## 概要
新人火災調査官が伝説の放火犯「炎使い」から事件解決のヒントを受け続けるという奇妙な関係を続けながら、難事件を次々と解き明かしていくストーリー。
物語の謎は解明されず終わっている。

## 登場人物
高峰奈菜瀬
幼い頃に両親を火災で亡くし、炎との宿命により火災調査官となる。
新人ながら火災現場の推理力と分析力にずば抜けた才能を持つ。
火災現場で伝説の放火犯「炎使い」の素顔を間近で目撃した唯一の人物。
真吾
奈菜瀬と同居しており、奈菜瀬の弟的存在。
救急士の父との父子家庭だったが、病院火災で父を亡くす。
橘
火災調査官で奈菜瀬の直属の上司。
緒方周作
警視庁の火災専従捜査官。
奈菜瀬と炎使いが共犯と疑っている。
氷川隼人
警視庁公安部所属の特別捜査官。
焼死した奈菜瀬の父との合同捜査以来、「炎使い」を追っている。
炎使い
正体不明の伝説の放火犯。
何故か奈菜瀬に事件解決のヒントを与え続けている。